# Programa Antártico Brasileiro
Programa Antártico Brasileiro (PROANTAR) é um programa da Marinha do Brasil que tem presença no continente da Antártica. Coordena a pesquisa e o apoio operacional à pesquisa na região. Atualmente mantém uma estação antártica durante todo o ano (Estação Antártica Comandante Ferraz), bem como vários acampamentos de campo sazonais. Mantém também dois navios de pesquisa que navegam nas águas antárticas (os navios Almirante Maximiano e Ary Rongel).
O Programa Antártico Brasileiro (PROANTAR) é um programa de Estado descentralizado e multi-institucional que busca garantir a presença estratégica do Brasil na Antártida, promovendo pesquisa científica de qualidade e preservando o meio ambiente antártico. As atividades, incluindo pesquisa, turismo, pesca e educação, devem obedecer às diretrizes do programa e do Sistema do Tratado da Antártica (STA).
O PROANTAR é estruturado em quatro vertentes: científica, ambiental, logística e política externa. A Subcomissão para o PROANTAR coordena a implementação do programa, com participação de diversos ministérios, órgãos governamentais, instituições de ensino e pesquisa, empresas e entidades públicas e privadas. Grupos de Assessoramento, Operações e Avaliação Ambiental do PROANTAR trabalham na seleção de projetos, planejamento logístico, avaliação de impacto ambiental e emissão de autorizações para atividades na região antártica.

## História
O programa foi criado oficialmente em janeiro de 1982, quando a Marinha do Brasil adquiriu o quebra-gelo dinamarquês Thala Dan, posteriormente renomeado Barão de Teffé. Nesse mesmo ano, o Brasil enviou sua primeira expedição (“Operação Antártica I”) ao continente Antártico. O Barão de Teffé realizou uma missão de reconhecimento ao setor noroeste da Antártica para selecionar o local onde seria construída a futura estação antártica brasileira. O sucesso dessa expedição resultou no reconhecimento internacional da presença brasileira na Antártida, o que permitiu a aceitação do país como parte consultiva do Tratado da Antártica em 1983.
Uma segunda expedição ("Operação Antártica II") foi realizada no verão de 1983-84, focada principalmente no transporte e construção da estação brasileira. A Estação Antártica Comandante Ferraz, composta por 8 módulos, foi concluída em 6 de fevereiro de 1984. A estação foi ampliada para 33 módulos no ano seguinte. A partir de 1986, a estação passou a ter ocupação permanente durante os 365 dias do ano.
Em fevereiro de 1991, o presidente Fernando Collor de Mello reafirmou o interesse do Brasil na região ao visitar a estação antártica brasileira, onde passou três dias. Ele foi o primeiro presidente brasileiro a pisar na Antártida. Em janeiro de 2008, 13 parlamentares integrantes da Frente Parlamentar Mista de Apoio ao Proantar visitaram a estação. Outra visita dos membros do Congresso ocorreu em janeiro de 2009.
No dia 16 de fevereiro de 2008, o presidente Luiz Inácio Lula da Silva e uma comitiva de vinte e três pessoas, incluindo a primeira-dama Marisa Letícia, visitaram a estação do país na Antártida. O governo brasileiro definiu a viagem presidencial como um "gesto político" de apoio ao trabalho desenvolvido por cientistas e militares brasileiros.

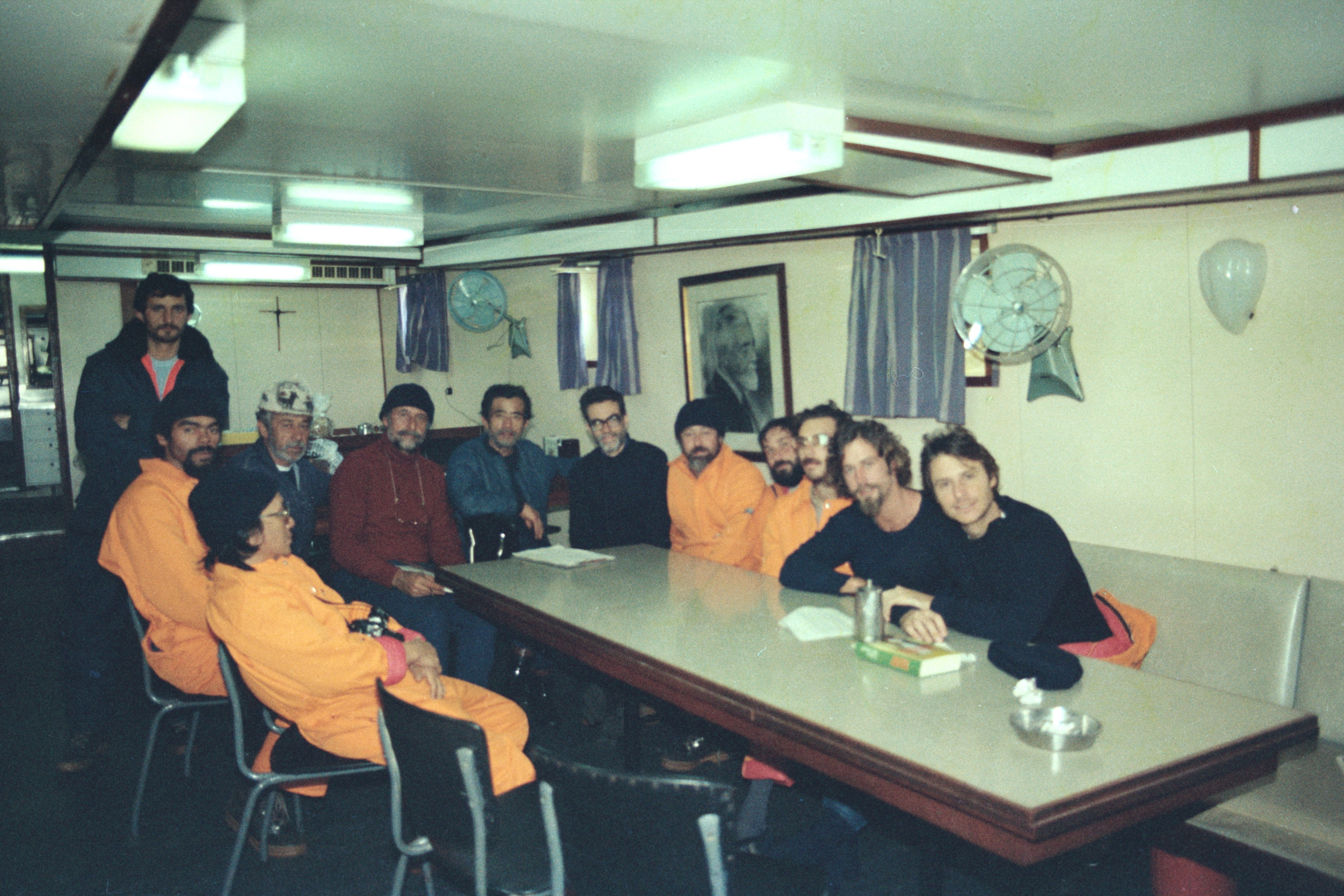
Pesquisadores da Primeira Expedição Antártica (PROANTAR-I, 1983), a bordo do N.Oc. Prof. W. Besnard, da Universidade de São Paulo

Em 2009, a Marinha do Brasil incorporou à sua frota o quebra-gelo Almirante Maximiano (ex- “Ocean Empress”). A Almirante Maximiano opera aeronaves UH-12/13 e IH-6B com hangar para dois helicópteros. A Marinha do Brasil instalou cinco modernos laboratórios para o desenvolvimento de pesquisas científicas no ambiente antártico. O navio pode acomodar 106 passageiros, sendo 1/3 cientistas e pesquisadores. Ainda em 2009, o Brasil realizou sua primeira expedição científica nacional ao manto de gelo da Antártica. A expedição integrou estudos atmosféricos, glaciológicos, geológicos e geofísicos ao longo da área de Patriot Hills e também ao longo da área do lago subglacial Ellsworth. Em 12 de janeiro de 2012, o Programa Antártico Brasileiro inaugurou o módulo Criosfera 1, localizado no planalto do manto de gelo ocidental da Antártica, a 84°00' S – 79°30' W. Está localizado 670 quilômetros do Polo Sul geográfico e 2,5 mil quiômetros ao sul da Estação Antártica Comandante Ferraz.

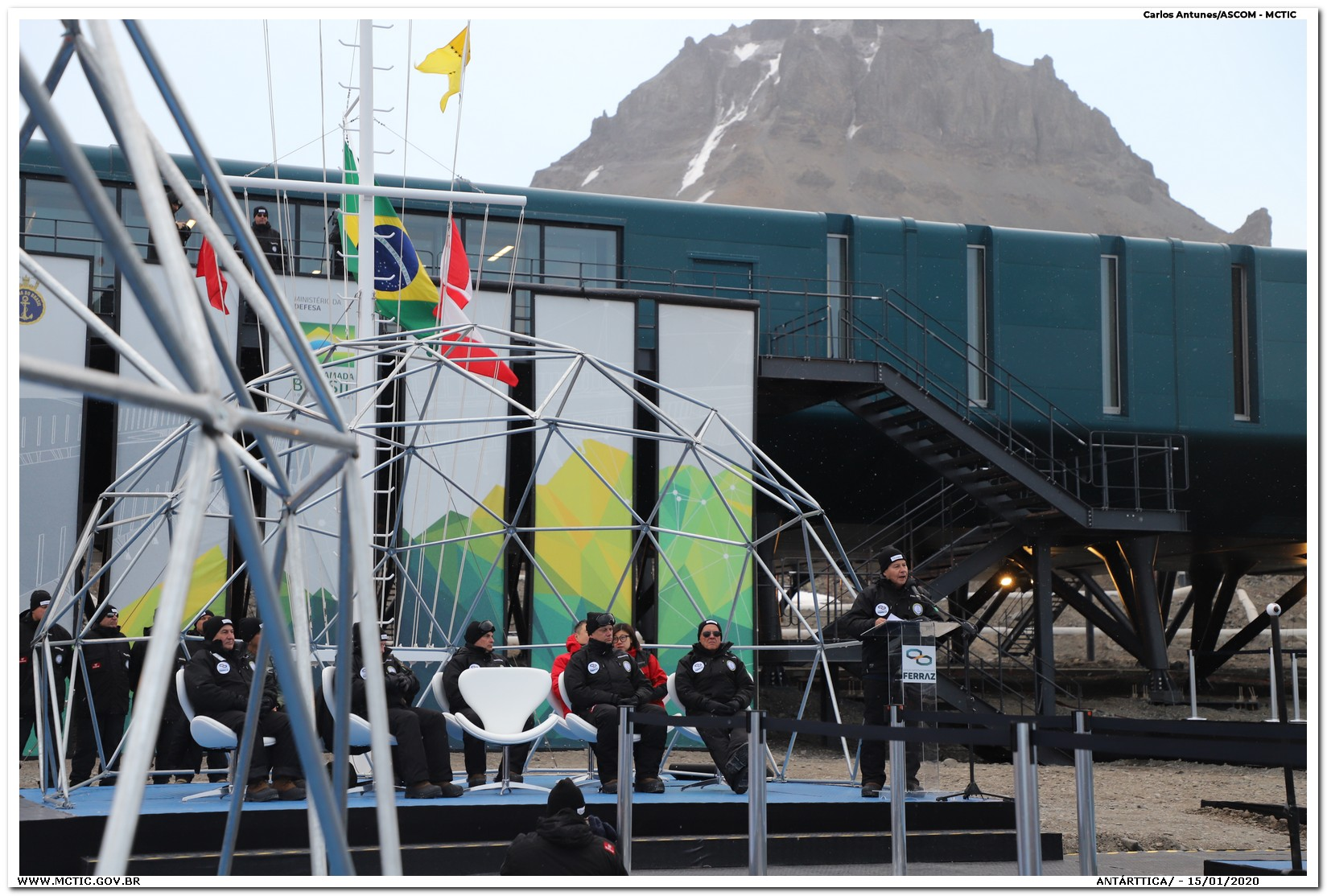
Inauguração das novas instalações da Base Comandante Ferraz, 2020.

No dia 25 de fevereiro de 2012, uma explosão na casa de máquinas que abriga os geradores da usina provocou um incêndio que, segundo a Marinha do Brasil, destruiu aproximadamente 70% do prédio. Dois soldados, originalmente dados como desaparecidos pela Marinha brasileira, foram encontrados mortos nos escombros da estação após o incêndio, enquanto um terceiro sofreu ferimentos sem risco de vida. Desde então, foi reconstruída e a nova instalação foi inaugurada com a presença do vice-presidente do Brasil, Hamilton Mourão, e do ministro da Ciência e Tecnologia, Marcos Pontes, em janeiro de 2020.

## Instalações

### Na Antártida

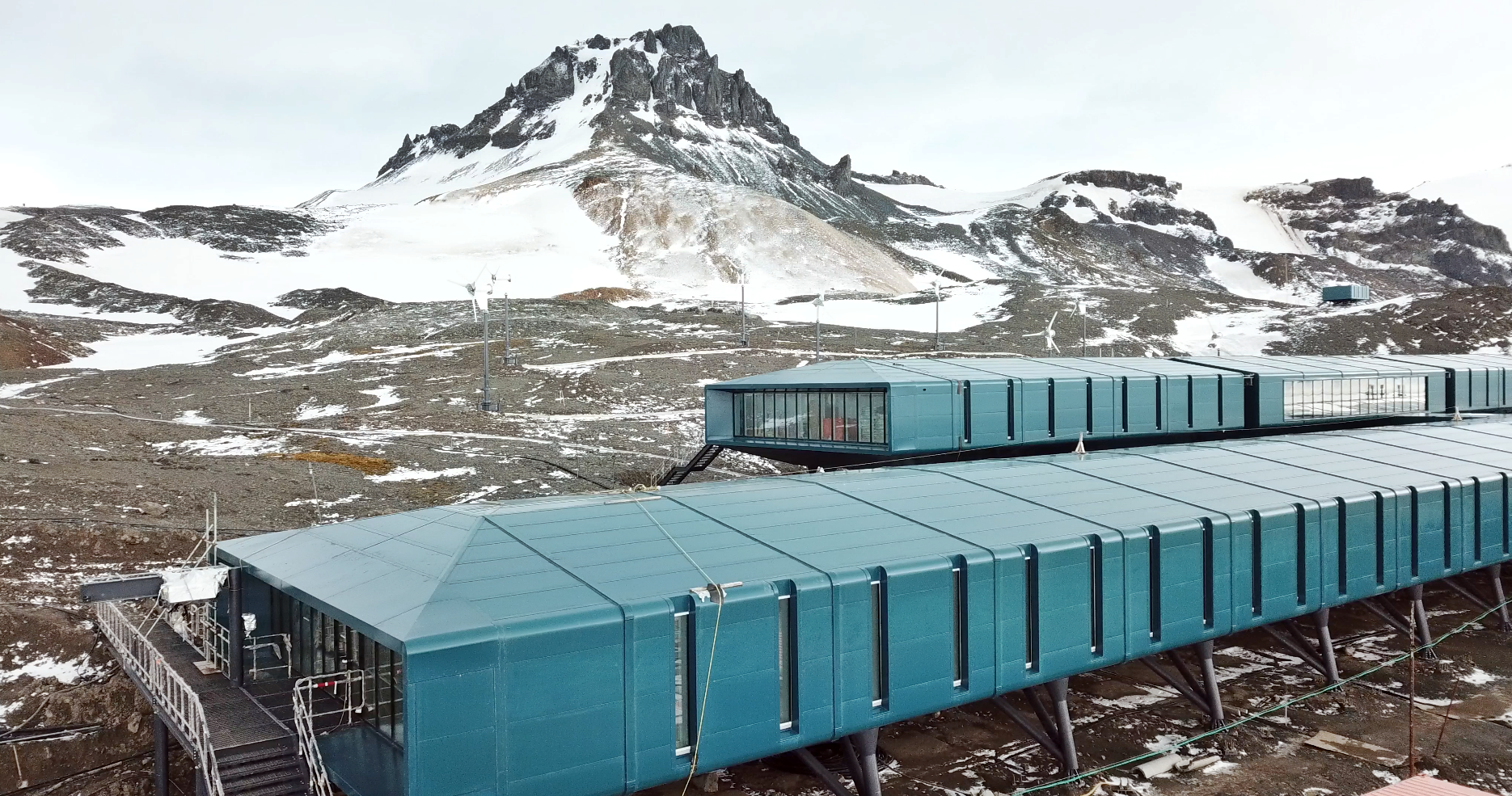
Vista da Estação Antártica Comandante Ferraz

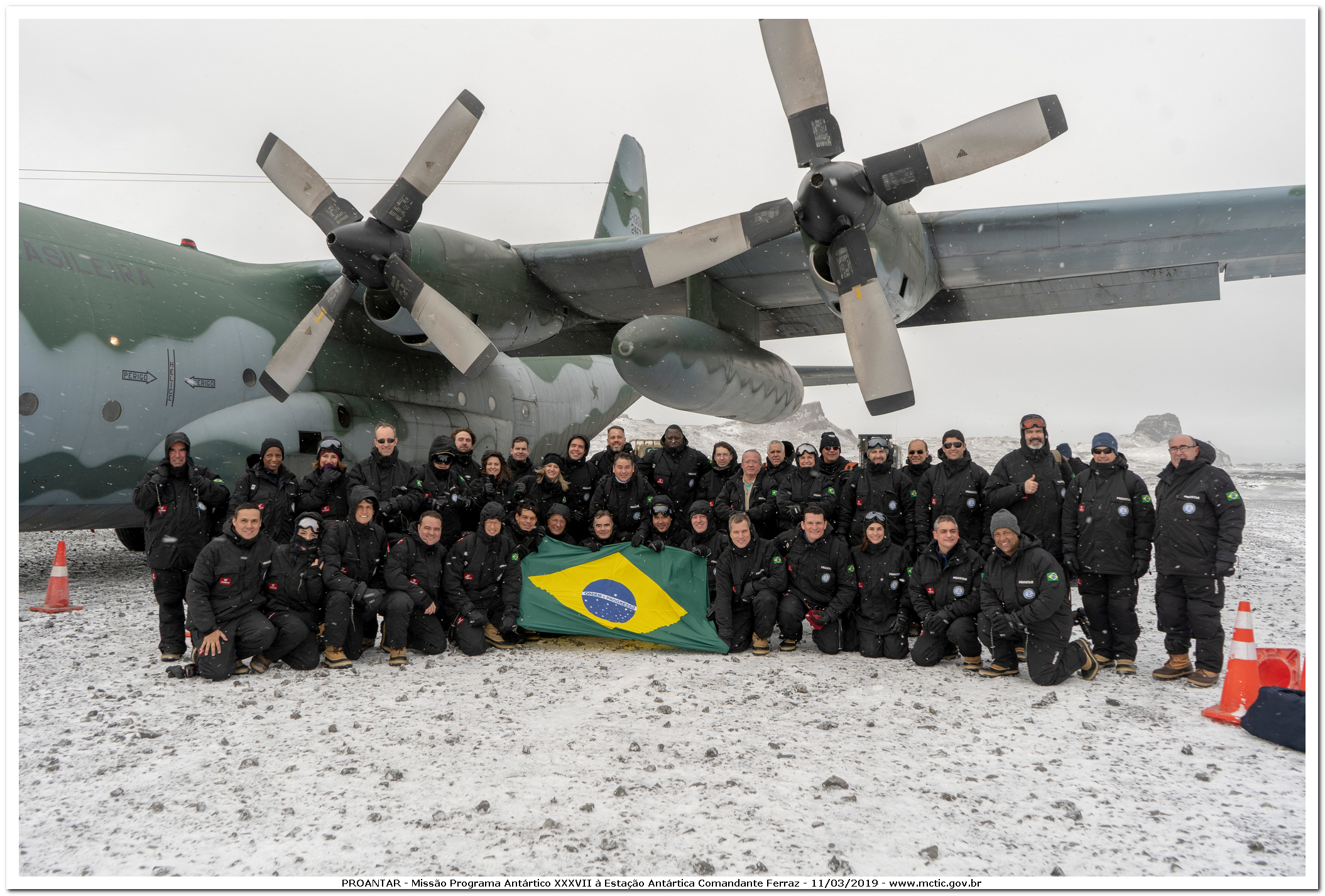
Missão Programa Antártico XXXVII à estação Antartica Comandante Ferraz em março de 2019

Eurocopter EC135 do PROANTAR

- Estação Antártica Comandante Ferraz (UN/LOCODE: AQ-CFZ), uma estação aberta durante todo o ano localizada em Baía do Almirantado, Ilha do Rei George, em 62° 08′ S, 58° 40′ O[1]
- Criosfera 1, o primeiro módulo científico brasileiro instalado no interior do continente antártico em 84° 00′ S, 79° 30′ O[14]
- Refúgio Emílio Goeldi, abrigo localizado na Ilha Elefante, em 61° 05′ S, 55° 20′ O[15]
- Refúgio Astrônomo Cruls, um abrigo localizado em Ilha Nelson, Ilha do Rei George, em62° 14′ S, 58° 48′ O[15]
- Refúgio Engenheiro Wiltgen, um abrigo localizado na Ilha Elefante, em 61° 01′ S, 55° 21′ O[15] (desmontado)
- Refúgio Pe. Balduino Rambo, abrigo localizado na Península de Fildes, Ilha Rei George,em 62° 12′ S, 58° 59′ O[15] (desmontado)
- Refúgio Hardy Point, um acampamento localizado na Ilha de Greenwich, em 62° 30′ S, 59° 45′ O[15]
- Refúgio Francisco de Gurruchaga, um acampamento localizado na Ilha Nelson, em 62° 18′ S, 59° 14′ O[15] (desmontado)

### Fora da Antártida
- Estação de Apoio Antártico em Rio Grande (ESANTAR-RG), localizada no município do Rio Grande é fruto de uma parceria entre a Comissão Interministerial para os Recursos do Mar (CIRM) e a Universidade Federal do Rio Grande (FURG);[16]
- Estação de Apoio Antártico no Rio de Janeiro (ESANTAR-RIO), criada em março de 2009 com o propósito inicial de apoiar as equipes de voo (ECV) e atividades de militares no Rio de Janeiro. Está localizada no interior do Complexo de Abastecimento da Marinha no Rio de Janeiro, na Avenida Brasil.[16]

## Transporte
A Marinha do Brasil e a Força Aérea Brasileira são responsáveis pela logística do Programa Antártico Brasileiro, incluindo o transporte de pessoal militar e civil, equipamentos e suprimentos para a Antártica. Os principais equipamentos utilizados para esse fim são:

### Aeronaves

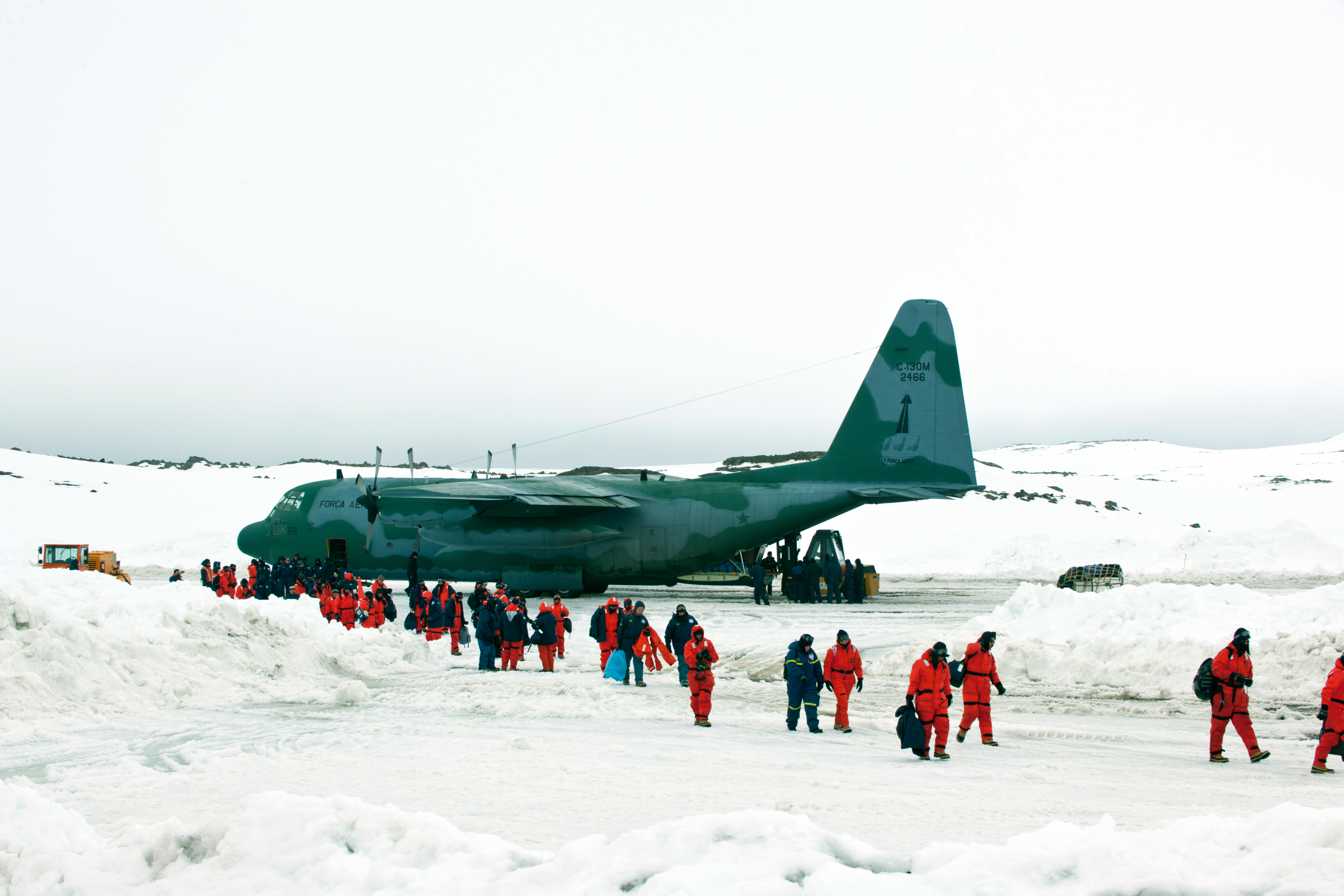
Aeronave C-130 Hércules da Força Aérea Brasileira na Estação Antártica Comandante Ferraz

- Bell JetRanger (IH-6B) - Helicópteros que operam no Almirante Maximiano, sendo colocados em funções secundárias, já que o H135 realiza as principais missões de transporte.
- HB350 Esquilo (UH-12/13) - Helicópteros que operam no Ary Rongel, sendo colocados em funções secundárias, já que o H135 realiza as principais missões de transporte.
- C-130 Hercules - Aeronave de transporte militar da Força Aérea Brasileira, sendo colocada fora de serviço e substituída por aeronave de transporte militar Embraer C-390.
- Eurocopter EC135 (UH-17) - Helicóptero de transporte militar adquirido especialmente para o programa antártico, realiza missões de transporte, operado a partir do heliponto da base antártica Almirante Ferraz e de navios antárticos da Marinha do Brasil.
- Embraer KC-390 (C-390) - Operado pela Força Aérea Brasileira no apoio logístico ao Programa Antártico Brasileiro, entregando cargas por via aérea à base Antártica Comandante Ferraz.

### Navios

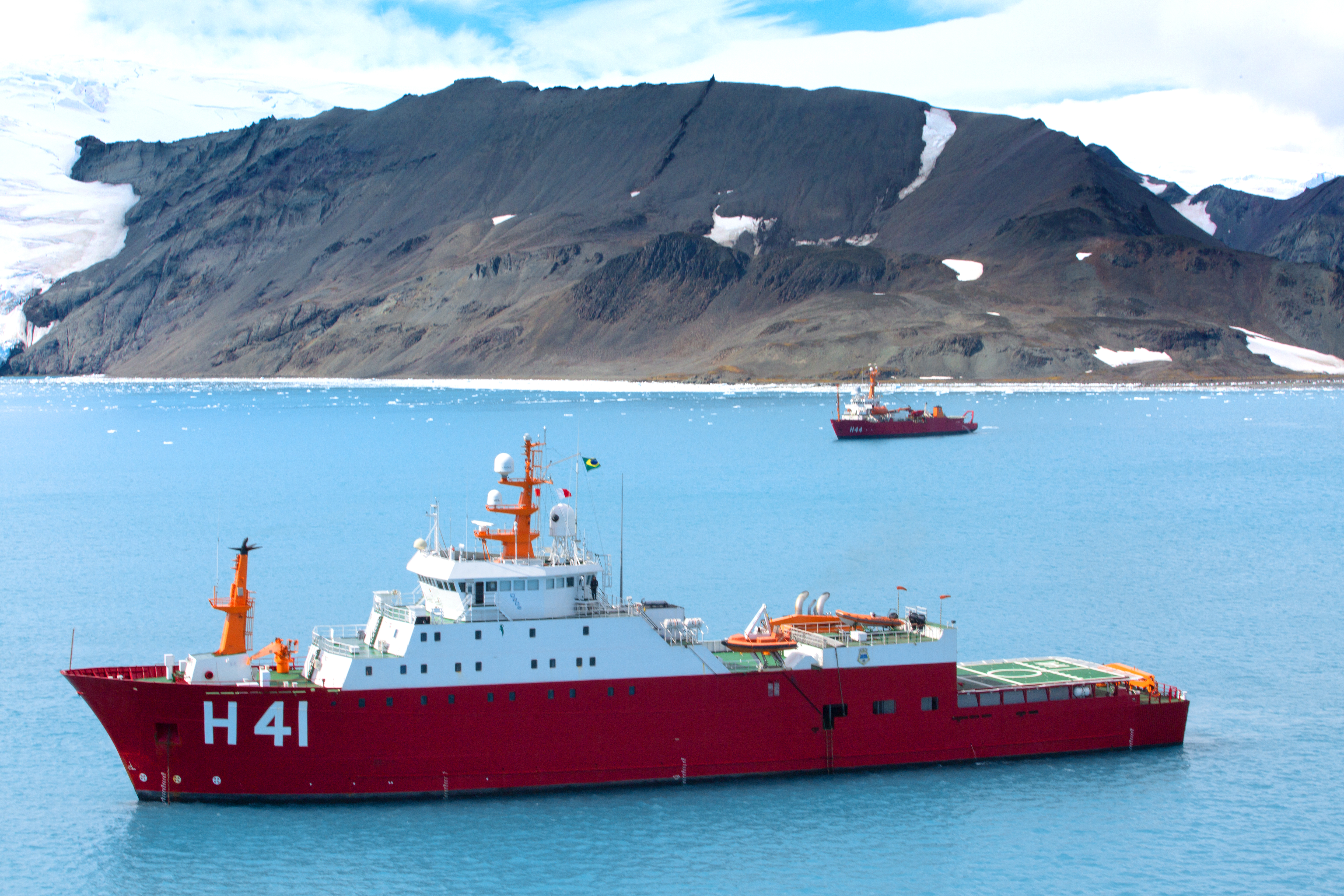
NPo Almirante Maximiano (H-41)

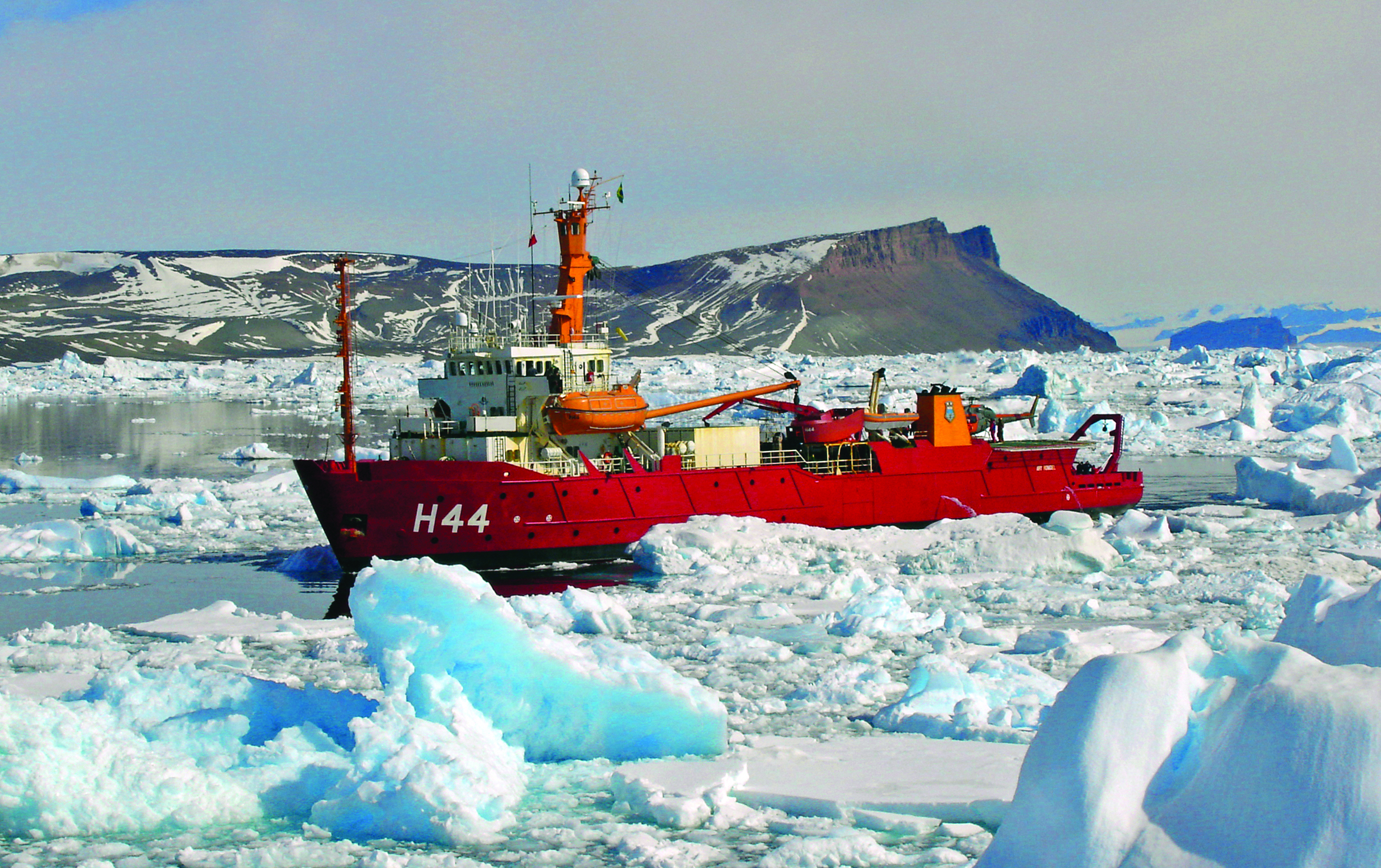
NApOc Ary Rongel (H-44)

- Almirante Maximiano (H-41) - Navio quebra-gelo e pesquisa oceanográfica da Marinha do Brasil, será colocado fora de serviço nesta década pelo (NApAnt), novo navio quebra-gelo da Marinha do Brasil com previsão de entrega em 2025.
- Ary Rongel (H-44) - Navio quebra-gelo e pesquisa oceanográfica da Marinha do Brasil, será colocado fora de serviço nesta década pelo (NApAnt), novo navio quebra-gelo da Marinha do Brasil com previsão de entrega em 2025.
- (NApAnt) - Futuro navio quebra-gelo da Marinha Brasileira, com entrega prevista para 2025.
- Cruzeiro do Sul (H-38) - Navio de pesquisas oceanográficas da Marinha do Brasil.
  - NApOc Barão de Teffé (H-42) - Navio de pesquisas oceanográficas da Marinha do Brasil (desativado).
  - NOc Almirante Câmara (H-41) - Navio de pesquisas oceanográficas da Marinha do Brasil (desativado).
  - NOc Almirante Álvaro Alberto (H-43) - Navio de pesquisas oceanográficas da Marinha do Brasil (desativado).
  - NOc Professor Besnard - Navio de pesquisas oceanográficas da Universidade de São Paulo.

## Organizações
O Programa Antártico Brasileiro é administrado pela Marinha do Brasil em parceria com diversos órgãos governamentais. Além disso, diversas universidades federais e institutos de pesquisa participam do programa.
- Ministério da Defesa, administra e opera o Programa Antártico Brasileiro através da Marinha do Brasil e da Força Aérea Brasileira;
- Conselho Nacional de Desenvolvimento Científico e Tecnológico (CNPq), financia a coordenação e implementação de pesquisas;
- Ministério da Ciência e Tecnologia, define a política de investigação científica;
- Ministério do Meio Ambiente, garante o cumprimento das regras internacionais para minimizar o impacto da presença humana na Antártida;
- Ministério das Relações Exteriores, responsável pela Política Nacional de Assuntos Antárticos;
- Ministério de Minas e Energia (por meio da Petrobras), fornece o combustível anticongelante especial para as instalações e veículos que operam na Antártida.